# Tranvía de Lima
El tranvía de Lima fue un medio de transporte masivo inaugurado en 1904 y clausurado en 1965.
En 1826 el gobierno peruano facilitó la construcción de una red ferroviaria convirtiéndose en el primer país en Sudamérica con ese tipo de transporte. Años más tarde el ferrocarril a vapor, que inició sus actividades en 1851, entre Lima y el Callao fue el segundo en Sudamérica, luego del de Guyana, construido en 1848.

## Historia

### El tranvía de sangre
La primera propuesta, para dotar a la ciudad de Lima de un sistema de tranvías a tracción animal, fue presentada, por don Manuel Magán y Santiago Coloy, en octubre de 1862, la cual fue rechazada porque ambos solicitaban el privilegio exclusivo.
El 29 de septiembre de 1876 se aprobó una nueva propuesta presentada por don Mariano Antonio Borda, quien, ese mismo año, firmó un contrato con el Municipio de Lima, para la construcción de un tranvía de sangre. Lima contaba, en aquel tiempo, con cien mil habitantes aproximadamente.
Borda organizó para tal fin, la Empresa del Tranvía de Lima conocida como la Tramways, cuya gerencia desempeñó hasta 1898, e inició inmediatamente los trabajos para la construcción del tranvía urbano que estuvieron bajo la dirección técnica y supervisión de don Manuel T. Marca como ingeniero de tráfico y líneas (a quien se le considera el introductor de los tranvías en el Perú), quien trabajó en esta empresa desde su origen hasta 1905.
En los primeros meses de 1877 se importaron los carros a la firma John Stephenson Company, de Nueva York, y se adquirieron las bestias que darían tracción a los tranvías.
El tranvía era un coche hipomóvil sobre rieles y el 7 de febrero de 1878 se realizó el primer viaje (de ensayo) por la línea que partía del Paseo de Aguas, en el distrito del Rímac.
El 24 de marzo de 1878 tuvo lugar la inauguración oficial del tranvía urbano de Lima (con tracción animal), con la presencia del Presidente de la República, General don Mariano Ignacio Prado y todo su gabinete ministerial. 
Ese día, dos coches partieron a las cuatro de la tarde desde la calle Pescadería e hicieron un recorrido de ida y vuelta hasta el Palacio de la Exposición y en los días siguientes la Tramways concedió al público viajes gratuitos para que este pierda el escepticismo que sentía respecto a aquella novedad.
El parque tranviario lo componían más de 20 carros distribuidos en las cuatro rutas que los tranvías llegaron a servir hacía fines del siglo XIX. Estas rutas fueron: 
| Nro. | Ruta                     |
| ---- | ------------------------ |
| 1    | Descalzos - Exposición   |
| 2    | Matienzo - Santa Clara   |
| 3    | Monserrate - Cercado     |
| 4    | Pampilla - San Cristóbal |

Para la capital peruana de aquella época este nuevo sistema de transporte era más que puntual, cómodo y seguro.
En los años 1881-1884 la Tramways se vio gravemente afectada a causa de la ocupación de Lima por las tropas invasoras chilenas. 
Después de la Guerra del guano y del salitre, las comunicaciones con el Callao y los Balnearios eran atendidas por el Ferrocarril Inglés de Lima, Callao y Chorrillos y por el Ferrocarril de la Magdalena que ofrecían cinco viajes diarios al Callao, siete a Chorrillos y cuatro a la Magdalena, dos de estos en coches abiertos. En aquella época se utilizaban locomotoras a vapor.
En 1890 la Tramways tenía tres líneas que atravesaban la ciudad, el servicio que prestaba su línea principal (Exposición – Descalzos), después de una década, era deficiente, debido a la falta de una cantidad adecuada de carros. 
En 1897, solo 18 carros funcionaban, los demás estaban dañados o irreparables y se hallaban en los talleres y almacenes que guardaban los materiales inservibles o deficientes.
Borda intentó reflotar el tranvía pero no tuvo el éxito esperado y traspasó la empresa, el 14 de diciembre de 1898, a la nueva Compañía del Ferrocarril Urbano de Lima Limitada (FCUL), constituida, para tal fin y cuyos propietarios, unieron capitales para incrementar las líneas e introducir mejoras. 
La Compañía del Ferrocarril Urbano de Lima Ltda. se creó con un capital de 50 000 libras peruanas de la época, se hizo cargo del tranvía desde el 2 de enero de 1899 y empezó la explotación, ensanche y mejoramiento del servicio tranviario de Lima, cerrando un capítulo de la historia del transporte de la ciudad y abriendo otro, que fue la preparación del transporte público para el siglo XX. Esta empresa entró al siglo XX incrementando paulatinamente sus usuarios y sus carros; estos últimos sumaban 45 en enero de 1900 y 67 en diciembre de ese mismo año. Todos los coches estaban numerados, excepto tres de ellos que llevaban por nombres; "Lima", "Callao" y "Colón". Además se contaba con 339 bestias para el servicio de transporte.
El FCUL a inicios del siglo XX contaba con cuatro líneas:
| Nro. | Ruta                     |
| ---- | ------------------------ |
| 1    | Descalzos - Exposición   |
| 2    | Monserrate - Cercado     |
| 3    | Camal - Acequia de Islas |
| 4    | Malambito - Santa Rosa   |

La Compañía del Ferrocarril Urbano de Lima Limitada procuró contactarse con las empresas que organizaban los tranvías eléctricos a Chorrillos y al Callao para celebrar acuerdos de apoyo recíproco y había conseguido, desde febrero de 1902, una primera concesión otorgada por el Concejo Municipal de Lima para el cambio, de sus cuatro rutas, a la tracción eléctrica, debiendo solo esperar obtenerla por parte del gobierno central. El cambio de la tracción animal por la eléctrica había comenzado.
En 1905, último año de operación de los tranvías de sangre (halado por caballos), el movimiento mensual de traslado de pasajeros se desarrolló en las 4 líneas existentes.

### El tranvía eléctrico

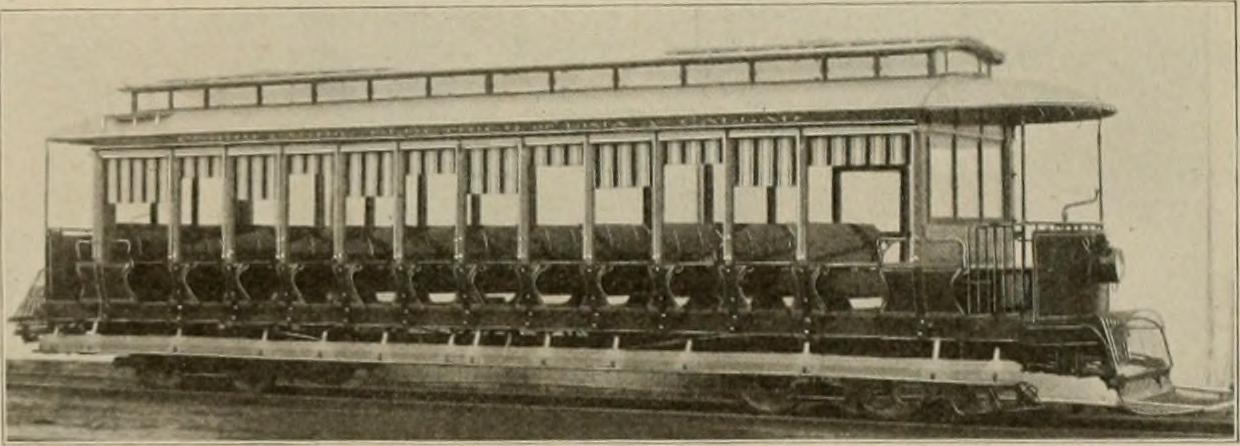
Tranvía del Ferrocarril Eléctrico de Lima a Magdalena del Mar (Primer coche /Enero 1909) fabricado por J. G. Brill en 1904.

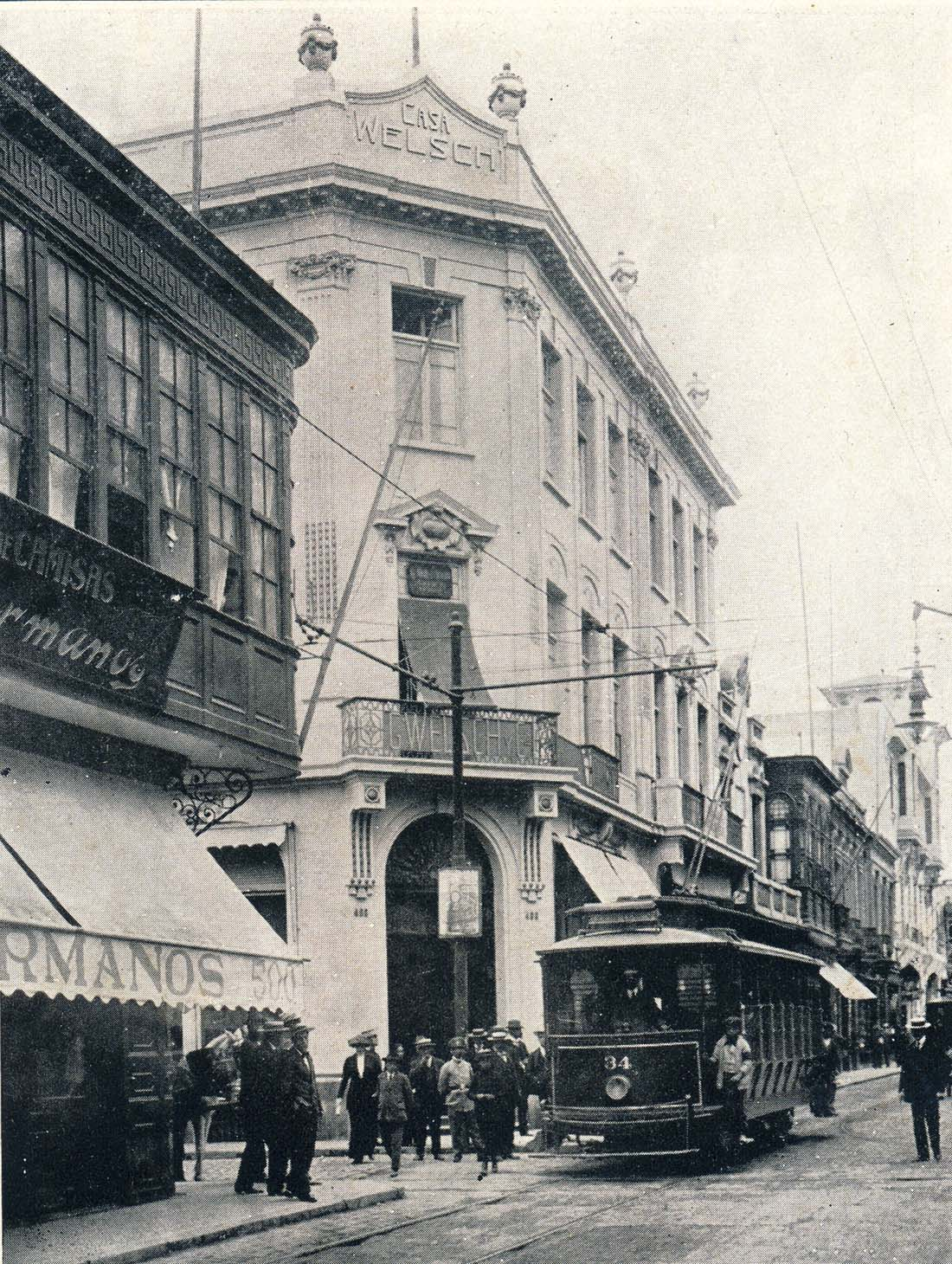
Tranvía eléctrico, fabricado por la "John Stephenson Co." de Nueva York, circulando por el Jirón de la Unión (calle Mercaderes) de la ciudad de Lima, Perú. Fotografía de la década de 1910.

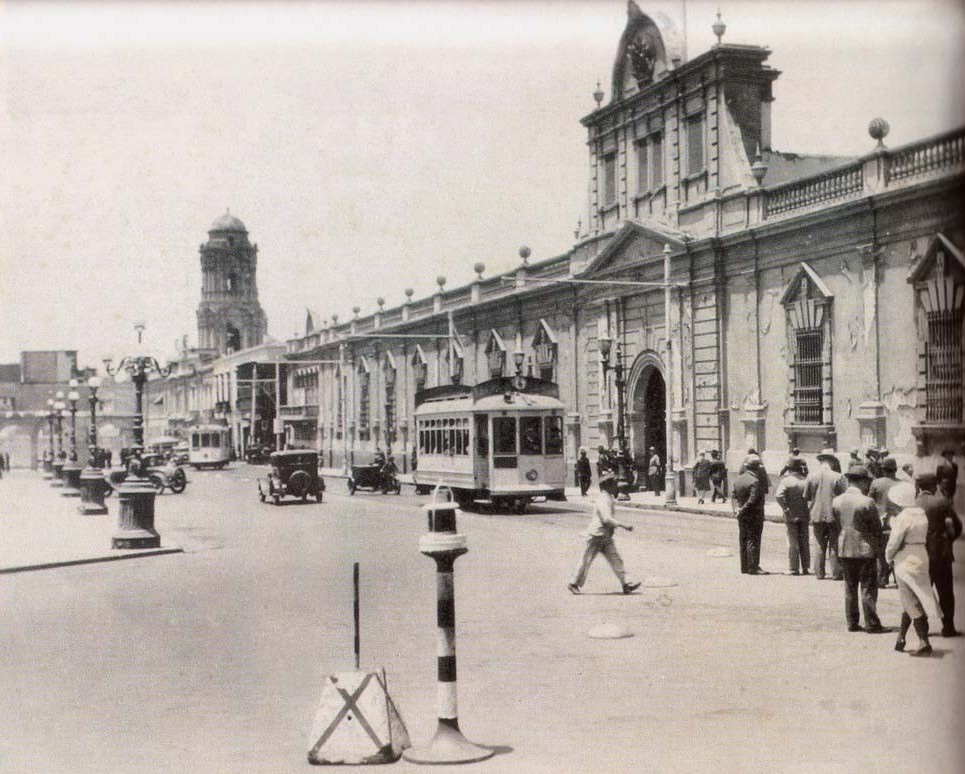
Vista del antiguo Palacio de Gobierno del Perú en 1932. Pueden verse dos tranvías eléctricos italianos Breda de las dos líneas urbanas que unían el Rímac con el Parque de la Exposición de Lima.

El transporte público de Lima se fue modernizando aceleradamente a inicios del siglo XX. Entre 1902 y 1906 el tranvía de Lima (que se había inaugurado en 1878 con tracción animal) inició su conversión a la tracción eléctrica y fueron construidas dos nuevas líneas de tranvía eléctrico interurbano (“ferrocarril eléctrico” como lo llamaban popularmente): la de Lima a Chorrillos, y la de Lima al Callao.
El Tranvía eléctrico interurbano Lima – Chorrillos, fue inaugurado por el presidente Manuel Candamo el 17 de febrero de 1904, para esa oportunidad la Empresa Eléctrica de Santa Rosa habilitó una planta térmica exclusiva en Limatambo, fue el primer tranvía eléctrico del Perú, su construcción fue iniciada en 1903 y culminada en 1904. Inicialmente sólo llegaba hasta Barranco, habiéndose, el 3 de marzo de 1904, el servicio extendido hasta Chorrillos. En 1906 la empresa del Tranvía eléctrico Lima – Chorrillos tenía un total de 26 kilómetros de vías férreas. 
En esta línea, a tres días de su inauguración, ocurrió el primer accidente tranviario del Perú, del cual informaba el diario El Comercio de Lima,  en su edición del domingo 21 de febrero de 1904, con profusión de detalles:

Poco más o menos a las 10 ½ de la noche de ayer tuvo lugar el primer accidente del tranvía eléctrico de Lima a Chorrillos.
Felizmente, por esta vez, no hay que considerar desgracias de consideración; pero de todas maneras, lo que ha ocurrido anoche debe ser para la novísima empresa enseñanza provechosa para lo porvenir, pues de haberse tomado, desde el día de la inauguración, las medidas precautorias que esta clase de líneas exigen, el accidente no hubiera ocurrido. Se nos había dicho, en efecto, que a pequeños trechos en la vía existían teléfonos destinados a comunicar a todas las estaciones cualquiera interrupción que tuviera lugar en él tráfico; y si la existencia de esos teléfonos fuera una realidad, el choque de anoche se hubiera evitado, noticiando a la oficina central de Miraflores lo acaecido al carro origen del accidente.
He aquí, según la relación de los pasajeros de ambos vehículos, lo que sucedió,
Veinte minutos antes de la hora ya indicada, partió de la estación de Lima el carro Nº 2 del eléctrico, ocupados todos sus asientos, y llevando además algunos pasajeros en sus plataformas.
Hizo el viaje hasta Miraflores sin novedad alguna, y se dirigía al Barranco, cuando poco antes de llegar al lugar conocido con el nombre de Quebrada de Armendáriz, en el poste 289, escapase el trolley por el cual toma el carro la electricidad del alambre conductor, deteniéndose, por consiguiente, y quedando a oscuras por completo.
Esto produjo, como es natural, cierto recelo entre los pasajeros, entre los que se encontraban no pocas señoritas, resolviendo, algunos, descender del carro para investigar lo que pasaba.
Ocupabanse el motorista y el conductor en adaptar el trolley, cuando los señores Tomas Segundo Lama, Guillermo Rey y uno de los hermanos Trou, dieron la voz de alarma indicando que a poca distancia venia, por la misma línea, otro carro del eléctrico.
Era el Nº 6 que descendía rápidamente, por la curva más peligrosa y la gradiente más fuerte de toda la línea. El conductor del Nº 2, Jorge del Mar, se hallaba en el techo de su carro, en esos momentos, arreglando el desperfecto, y cuando noto el peligro, ya no tuvo tiempo para evitarlo.
El Nº 6 se acercaba a toda velocidad, pues como en el carro detenido no había luz alguna no podía darse cuenta el que lo manejaba de la presencia de otro carro en la vía que él creía libre. Por ventura, a las voces de los pasajeros del Nº 2, el motorista del Nº 6 corto la corriente e hizo uso del freno, pero ya sin poder impedir el choque.
Los pasajeros del carro detenido que en ese momento descendían de él, fueron lanzados a tierra violentamente, originando lo imprevisto del accidente, una escena de consternación y espanto indescriptible. Los vidrios de las ventanillas saltaron en pedazos, y los balcones de ambos carros, así como la parte interior del Nº 2 quedaron en gran parte destruidos. 
Muchas de las personas echaronse a correr locamente por el camino, sin saber lo que hacían, casi todos sin sombreros y algunos llamando a su familia.
Pasados los primeros momentos de confusión se dirigió uno de los empleados del tranvía a Miraflores, y dio parte de lo que ocurría. Se expidió de Lima otro carro, y en el embarcose el señor Emilio Godoy, subgerente o algo por el estilo de la mencionada empresa.
En ese carro se trajo a parte de los pasajeros que sufrieron el accidente, pues otros, teniendo por demasiado dura la lección recibida, prefirieron recorrer un kilómetro o poco más y venir a la capital por el tren inglés.
En el carro Nº 2 detenido en la línea, iban, entre otras las siguientes personas: señores Puente y familia, Riofrío, Carlos Benavides, los hermanos Trou, Guillermo Rey y Lama, Sbarbaro, Pedro Cáceres Sarriá y su hermano, Valladares e hijas, etc. En el que iba a Barranco, los Señores Isaac Alzamora, Carlos López Aldana y familia, Segui y familia, White, etc, etc, aparte de los pasajeros de segunda en ambos tranvías.
Han resultado con lesiones los señores: Sbarbaro, en la mano derecha de la que manaba abundante sangre; López Aldana en un brazo; Puente en el pie, una dislocación, la señorita Zoila Larrabure que presentaba en la mejilla una cortadura hecha por un trozo de vidrio. Esta demás decir, por supuesto, que todos sin excepción han sufrido el golpe consiguiente a tan inesperado accidente.
Al recibirse en Lima, como en Miraflores y Barranco, la noticia del accidente se agrupo en las estaciones una gran muchedumbre de curiosos que interrogaba, sin resultado alguno, a los discretísimos empleados del Eléctrico. Esta discreción producía efecto contraproducente, pues todo el mundo se inclinaba a dar el accidente de la Quebrada de Armendáriz, mayores proporciones que las que realmente ha tenido.
En la estación de Lima, la muchedumbre era mayor, y dio un verdadero asalto, en demanda de detalles, a los pasajeros de los carros colisionados, y a los que era fácil conocer por lo empolvado de sus vestiduras, y porque algunos llevaban descubierta la cabeza, a causa de haber perdido el sombrero, en la confusión justificada que originara el choque.
En vista de este accidente debe pues, la empresa, tomar las medidas mejores para impedir una repetición que pudiera, otra vez, ser fatal y no tan feliz, relativamente, como esta.
No falto, como es de suponerse, un incidente cómico: uno de los pasajeros de 2º da, Neptalí Martínez, indignado por el choque y atribuyendo su realización a torpeza del motorista, arremetió contra este, propinándole algunos sonoros cachetes que el atontado mecánico no acertó a contestar. Intervinieron los otros pasajeros, y la cosa no pasó a mayores. (SIC).
Diario “El Comercio”- Domingo 21 de febrero de 1904. Reproducido en: El siglo XX  en el Perú a través de El Comercio - tomo I - 1901-1910 - Lima – Perú 1991 - Ediciones El Comercio.

En marzo de 1904 la Compañía del Ferrocarril Urbano de Lima se fusionó con la Empresa Eléctrica de Santa Rosa, preparándose de esta manera el camino para la llegada de los tranvías eléctricos, ese mismo año la Empresa Eléctrica de Santa Rosa obtenía la concesión para la instalación de una línea de tranvías eléctricos interurbanos de Lima al Callao el cual fue inaugurado el 27 de julio de 1904, cinco meses después de la inauguración del Tranvía Eléctrico interurbano de Lima a Chorrillos.
En 1904 la Compañía del Ferrocarril Urbano de Lima (FCUL) suscribió un contrato con el Municipio de Lima para electrificar el tranvía urbano mediante el sistema trolley y, al igual que en los trabajos de la construcción de los tranvías de sangre, la dirección técnica de los trabajos de electrificación de los tranvías, estuvo, también, a cargo del ingeniero Manuel T. Marca. La primera línea de tranvías urbanos de tracción eléctrica (Descalzos - Exposición) fue puesta en servicio el 1 de junio de 1906, en ese año la Compañía del Ferrocarril Urbano de Lima tenía un total de 26 kilómetros de vías férreas y las otras líneas de tranvías urbanos fueron electrificadas sucesivamente. 
El 1 de agosto de 1906, la Empresa Eléctrica de Santa Rosa logró fusionar en torno a ella a la Compañía del Ferrocarril Urbano de Lima, a la Compañía del Ferrocarril Eléctrico Lima -Callao y a la Compañía del Tranvía Eléctrico Lima - Chorrillos, formando de esta manera la histórica y tradicional Empresas Eléctricas Asociadas, la que dedicó su atención en dos ramos: uno para el servicio de fuerza y luz y otro para el servicio tranviario.
En 1910 cuatro líneas de tranvías urbanos de Lima se reabrieron y la red existente se extendió del modo siguiente:
| Nro. | Ruta                        | Longitud |
| ---- | --------------------------- | -------- |
| 1    | Desamparados - Malambo      | 2,5 km   |
| 2    | Monserrate - Cinco Esquinas | 7,4 km   |
| 3    | Camal - Santa Rosa          | 2,8 km   |
| 4    | Matienzo - Santa Clara      | 2,5 km   |
| 5    | Malambito - Cocharcas       | 7,0 km   |
| 6    | Exposición - Puente Balta   | 5,4 km   |
| 7    | La Victoria - Viterbo       | 2,5 km   |
| 8    | Santo Domingo - Colmena     | 1,6 km   |

El tranvía, en aquella época, era símbolo de elegancia y modernidad y su mejor época estuvo en las primeras décadas del siglo XX.
En 1918 la extensión total de la red de tranvías urbanos de tracción eléctrica era de 39 kilómetros. Los tranvías fueron, en su época, soluciones modernas para el problema del transporte ya que permitían un traslado masivo (los primeros tranvías transportaban 50 pasajeros, cantidad que luego se incrementaría a 150). Las Empresas Eléctricas Asociadas contaban con un gran número de unidades (en la década del 20 del siglo XX circulaban 240 tranvías), que eran rápidas (se desplazaban con una velocidad de hasta 40 kilómetros por hora).
A lo largo de las décadas de 1910 y 1920 del siglo XX el servicio de tranvías eléctricos se constituyó en cuatro líneas: la urbana de Lima y las interurbanas del Callao, Chorrillos y Magdalena. En 1923 el conjunto de estas líneas hacía un total de 166 km.
El plan de expansión aprobado en 1922 consideraba la reforma del servicio tranviario, se construyeron nuevos tramos y se renovaron los otros tramos además del parque tranviario. Una innovación en aquellos años fue el tendido de rieles y durmientes sobre un material llamado balasto, que era de piedra chancada elaborada en una planta construida especialmente por la empresa.
Sin embargo, y a pesar de esas mejoras, desde 1925 la operación de los tranvías se vio seriamente afectada por la competencia de los nuevos autobuses introducidos. Un hecho que afectó el servicio tranviario fue la suspensión del servicio eléctrico durante varios días seguidos, en el verano de 1925, a causa de las inundaciones y huaicos que inutilizaron temporalmente las centrales eléctricas de Chosica y Yanacota. Durante los días de suspensión del suministro eléctrico los tranvías dejaron de circular ocasionando la aparición del, todavía incipiente, servicio público de autobuses que empezó a satisfacer la demanda de transporte que no pudo ser satisfecha por los tranvías. Pero lo cierto era que el servicio tranviario tenía una estructura de costos diferente y desventajosa respecto a la de los autobuses evidenciándose de esta manera una competencia desigual ya que los tranvías debían pagar, además del mantenimiento de sus vagones, por sus talleres e instalaciones así como por la conservación de sus rieles, mientras que los autobuses utilizaban, sin pago alguno al Estado, las vías, que eran mantenidas con dinero del tesoro público, y solamente pagaban sus reparaciones las cuales eran hechas en talleres particulares o en la vía pública. Los autobuses aumentaron en número y cada día le causaban al tranvía una disminución, en cantidades significativas, de su número de usuarios.
Como consecuencia de esta competencia desigual las operaciones de los tranvías, desde fines de la década de 1920 del siglo XX, comenzaron a ser deficitarias con la consiguiente disminución de su cantidad de usuarios.
| Líneas Urbanas e Interurbanas hacia 1928 - Lima Light Power & Tramway Co |
| --- |
| Líneas Urbanas: - Exposición - Descalzos - Exposición - Malambo - Malambito - Cocharcas - Plaza de Armas - Plaza Bolognesi - Medalla - Cinco Esquinas - Matienzo - Santa Clara - Exposición - Viterbo - La Victoria - Zarate |
| Red Interurbana: - Lima-Miraflores-Barranco-Chorrillos - Lima-La Legua-Bellavista-Callao-Chucuito-La Punta - Lima-Magdalena-Magdalena del Mar-San Miguel                                                                     |

Ante esta situación la empresa debió rebajar sus tarifas, gracias a lo cual en 1933 el número de pasajeros se incrementó a casi 27 000 000. Sin embargo, esa recuperación fue insuficiente para el logro de un superávit en el ejercicio económico tranviario. 
Además el mal estado de algunos coches producían accidentes y el subsidio de energía para los tranvías significaba un costo oneroso para la empresa.
Por ese motivo, para solucionar la problemática presentada, en 1934 la empresa decidió transferir las líneas de tranvías y dedicarse exclusivamente a la generación y distribución de energía eléctrica. La operación de transferencia de los tranvías fue aprobada en la junta extraordinaria del 28 de abril de 1934. El nombre en inglés de las Empresas Eléctricas Asociadas, que era Lima Light, Power & Tramway Co., pasó a ser Lima Light & Power Co..

### Nacimiento de la Compañía Nacional de Tranvías
Luego del cambio de propiedad de las empresas de transporte eléctrico, nació la Compañía Nacional de Tranvías S.A. (CNT), cuya filosofía de servicio era: Atención y esmero. Seguridad, comodidad, Limpieza. Más económico, más rápido, más tranquilo, y que, desde el 28 de abril de 1934, se hizo cargo de los coches, de las líneas, de las servidumbres, del personal, de los talleres, de los activos y de los pasivos, habiéndose mantenido activa durante tres décadas.
La CNT contaba, en Lima, con las siguientes líneas:
Urbanas:
- Línea Nº 1 Descalzos – Paseo de la República
- Línea Nº 2 Francisco Pizarro - Paseo de la República
- Línea Nº 3 Cinco Esquinas – Plaza 2 de Mayo

Interurbanas:
- Lima - San Miguel
- Lima - Chorrillos
- Lima - Callao

En el Puerto del Callao la CNT contaba con el urbanito La Punta - Chucuito - Callao.
Para su desplazamiento los tranvías de Lima contaban con 100 000 metros de rieles.
Las tarifas del servicio tranviario consideraban el pasaje obrero, el pasaje de ida y vuelta, los pasajes de conexiones con otras líneas, además del pasaje escolar.
Con el paso de las décadas el tranvía se popularizó y devino en el medio de transporte masivo por excelencia, pues era el más barato. Con su popularización aparecieron los “gorreros”, que eran aquellos que subían al vagón en marcha y viajaban colgados.   
Durante el verano se utilizaban los tranvías acoplados (2 vagones unidos) para las rutas que conducían hasta las playas de Agua dulce y La Punta, 
La migración del campo a la ciudad, que ocurrió en Lima durante la década de 1940 del siglo XX, origina no solo que la población de la capital peruana se triplique sino que, obviamente, el servicio tranviario incremente su cantidad de usuarios, los tranvías acoplados a Chorrillos estaban con su capacidad al máximo, los tranvías urbanitos recogían escolares a más y mejor y los motoristas aguzaban la vista ante la presencia de nuevos gorreros.

### Fin del servicio
Debido a que la CNT era una empresa pública y una de las poquísimas que existían en aquella época en el Perú, a mediados del siglo XX, el diario La Prensa de Lima, realiza una campaña periodística nada favorable a ella y que influiría en su liquidación, pues generaba grandes pasivos al presupuesto publico.
El incumplimiento, por parte de la CNT, del pago de obligaciones como sueldos y salarios, servicios, y energía eléctrica, también debilitó al sistema tranviario. En 1961, por ejemplo, la CNT debía 112 000 000 de soles antiguos al Seguro Social Obrero y del Empleado, además los cambios en la infraestructura urbana en la ciudad de Lima, como la construcción de nuevas pistas, tales como la moderna Vía Expresa del Paseo de la República, cuya construcción precisaba de la supresión del tranvía de Lima a Chorrillos, incidieron en la clausura del servicio de tranvías. También fueron causas de la clausura del servicio tranviario los onerosos costos de su mantenimiento y la falta de repuestos en el mercado.
La crisis se acentuó y se evidenció en la cantidad de tranvías que circulaban en las calles de Lima. Si en 1956 operaban 70 tranvías, en 1961 el número disminuye a 50, en 1963 se redujo el número a 30 y, en 1965 solo funcionaban 24 tranvías, la antigua Compañía Nacional de Tranvías colapsaba.
La situación financiera se tornó insostenible desde mediados de los años 1950. A pesar de los planes de reemplazas a trolebuses, operaban pocas unidades.
A las 6:00 horas del 18 de septiembre de 1965 comienza la huelga general de operarios y empleados tranviarios y como consecuencia de la crisis tranviaria la CNT claudicó y se formó una comisión tripartita.   
La Cámara de Diputados del Congreso de la República, durante el primer gobierno del Arquitecto Fernando Belaúnde Terry, decide liquidar la CNT y presenta, en octubre de 1965, el Proyecto de ley Nº 15786, que sería aprobado en la Casa del Congreso, en Lima, el 9 de diciembre de 1965 y promulgado en la Casa de Gobierno, en Lima, el 10 de diciembre de 1965, que acabaría definitivamente con este sistema de transporte en la capital peruana. La CNT tenía cuantiosas deudas y sus máquinas malogradas terminaron, en los talleres, enmohecidas y como chatarra.
Ante la declaración oficial de cierre, ocurrida el 19 de octubre de ese año, el diario El Comercio de Lima anunciaba: “No volverán a circular más los tranvías en Lima”. El transporte tranviario, después de 61 años, había finalizado con 15 unidades.
Hubo intentos para que se restablezca el servicio tranviario, pero todo fue en vano.
Las estaciones de tranvías se convirtieron pronto en playas de estacionamiento, los tranvías en aulas de escuelas y casas de campo, los rieles en chatarra. Un tranviario que abandonó a su familia fue absuelto. Se llegó a vender un tranvía por mil soles. Era un problema sentimental, miles de gorreros estaban con pena, y con la despedida del tranvía se iba mucho de aquella Lima.
Hacia los años 1970 el transporte público fue operada por la empresa posteriormente ENATRU. En ese entonces, mientras el bus de transporte rápido era predominante. En cambio, un plan de retornar al tranvía, que había sido considerado por sus detractores como obsoleto y molesto, fue propuesto por el especialista Alberto Ríos Villacorta en los años 2020 como una alternativa de solución para el transporte de la ciudad de Lima para el desarrollo urbano de Lima.

## El vagón del recuerdo
El «vagón del recuerdo» fue inaugurado oficialmente por el Primer Ministro Alberto Pandolfi, en la avenida Pedro de Osma, del distrito de Barranco, la noche del 22 de agosto de 1997, cuando un grupo de trabajadores de la antigua CNT lo puso en marcha, realizando inmediatamente el primer viaje.
Este proyecto fue realizado por el Museo de la Electricidad en coordinación con la Municipalidad de Barranco. Desde la creación del Museo se consideró al tranvía como un motivo evocador para los limeños que tuvieron la oportunidad de utilizarlo como medio de transporte. El Director del Museo Luis Repetto señaló que la rehabilitación del tranvía del recuerdo se hizo posible gracias al esfuerzo de un equipo de profesionales que trabajaron en el proyecto. Tiene como objetivo mostrar que la electricidad es un recurso para el transporte y una energía que no contamina.
El vagón marca Breda, italiano, que llegó al Perú en 1956 y que recuerda a aquellos urbanitos que transitaron por las calles de Lima y del Callao antiguo así como a los interurbanos de Lima a San Miguel, es uno de los tranvías que estuvieron en circulación hasta el 17 de septiembre de 1965. Fue ubicado en Manchay, camino a Cieneguilla (en las afueras de la ciudad de Lima), siendo llevado a los talleres de la Central Hidroeléctrica de Moyopampa en Chosica, para que sea desmontado, y posteriormente a Ventanilla, donde se le hizo trabajos de carpintería metálica, terminándose los trabajos de restauración en los talleres del SENATI (Servicio Nacional de Adiestramiento en Trabajo Industrial), en Independencia, donde se concluyó la obra mecánico-eléctrica, la carrocería y los acabados.
Tiene capacidad para transportar a 30 pasajeros sentados y 18 parados.
Para el funcionamiento del Tranvía del recuerdo se retomó el sistema de “Catenaria”, que es el que recibe el tranvía por el techo. Esto significa que el tranvía está conectado a través de unos cables a los postes de electricidad y se desplaza movido por la energía eléctrica. 
Está autorizado a circular a una velocidad de 6,5 kilómetros por hora desde el Museo de la Electricidad hasta el Museo de Osma, una distancia promedio de 600 metros.